# Sopje
Sopje (maďarsky Szópia) je vesnice a opčina v Chorvatsku v Viroviticko-podrávské župě. Nachází se asi 9 km severovýchodně od Slatiny a asi 25 km východně od Virovitice. V roce 2011 žilo v Sopje 596 obyvatel, v celé občině pak 2 750 obyvatel.
Správním střediskem je vesnice Sopje. Dále se zde nacházejí vesnice Gornje Predrijevo, Grabić, Josipovo, Kapinci, Nova Šarovka, Novaki, Sopjanska Greda, Španat, Vaška a Višnjica ve které nežije ani jeden obyvatel.